# La Gazeta de Manresa
La Gazeta de Manresa fou un periòdic que va néixer el juny de 1976 després de l'obertura editorial que va tenir lloc un cop va morir el general Franco el novembre del 1975. El diari, que des del 1941 havia estat el periòdic Manresa pels sectors del Movimiento, canvia d'imatge i de nom un cop finalitza l'etapa franquista. Juan Antonio Lozano, l'antic director del Manresa es convertia en director-editor del nou diari. El periòdic finalitzà la seva trajectòria el 30 de desembre de 1982.

## Història

### Origen i fundació
Finalitzada la dictadura franquista imposada pel general Franco, es va iniciar una nova etapa en el món editorial i els mitjans escrits, és a dir, moltes de les limitacions que s'havien imposat en els anys de la dictadura sobre la llibertat de premsa i opinió van ser progressivament abolides, o si més no, suavitzades. En aquest context, trobem el naixement de La Gazeta de Manresa, afavorida per les preliminars de l'obertura política al camp editorial, i sobretot en els mitjans escrits, van suposar una sèrie de canvis estructurals, podríem dir de caràcter més democràtic, en molts diaris, periòdics i revistes.
D'ençà l'any 1941 el periòdic fou conegut com el diari Manresa per ordre dels sectors propagandístics del Movimiento Nacional (òrgan polític del franquisme), el conjunt de forces polítiques que es van adherir a l'aixecament militar del 18 de juliol de 1936 i van constituir el partit únic del règim franquista (FET y de la JONS). Els seus principis totalitaris i feixistes van constituir la ideologia del règim. Així, durant la trajectòria per la capital del Bages de setmanaris com la Ciudad i els diaris com Manresa, la premsa escrita es va veure marcada pels ideals del partit únic, s'havien de seguir els ideals de la Ley Fundamental de Principios del Movimiento Nacional.
No obstant això, la dinàmica canvià un cop acabada la dictadura, el Movimiento va trencar la seva relació amb la Red Catalana de Premsa del Movimiento. El seu dirigent va ser Juan Antonio Lozano, antic director de Manresa, que en va passar a ser el director-editor d'aquest nou periòdic. Aquest nou editor-director va arribar a Manresa procedent de Terrassa als anys 50 per fer-hi el servei militar. L'egarenc havia col·laborat amb la premsa esportiva d'aquella ciutat. Un cop va finalitzar La Gazeta de Manresa, va impulsar el setmanari Crònica de Manresa. El seu fill, Joan Antoni Lozano (1959- 2019), també periodista, va treballar a Ràdio Manresa i va ser corresponsal de premsa de tots els diaris esportius de Barcelona i Madrid, explica la referència que va ser per ell el seu pare: 
| « | Ha estat fonamental haver mamat tinta de la impremta o haver-me cremat amb el plom de la linotípia. Aquell era un món apassionant, i treure el diari era cada dia una obra d'art. El meu pare sempre em va portar a tot arreu, i això em va permetre conèixer moltes coses de Manresa. Als 15 anys ja em va posar a treballar en el quadern especial d'esport escolar; per tant, em considero periodista des d'aquella edat. I cap als 18 anys ja estava del tot abocat a fer informació. Recordaré sempre que el primer article que em va encarregar el meu pare va ser una nota sobre un nou disc de Sergio i Estíbaliz. Me'l va fer repetir catorze o quinze vegades! Després m'he adonat que allò va ser molt beneficiós per a mi, per donar una bona base al meu estil | » |

I els inicis, que van ajudar a desenvolupar-se professionalment:
| « | Quan vaig començar, era el Periòdic Manresa, i el 1976 es va transformar en Gazeta de Manresa. Posteriorment el meu pare ho va deixar i el diari va transformar-se en El Pla de Bages, del qual vaig marxar just un mes abans que tanqués, per entrar a la ràdio, que llavors dirigia l'enyorat senyor Mira | » |

### Evolució
La Gazeta de Manresa es va anar desenvolupant amb l'adquisició de maquinària de segona mà, el diari va passar a imprimir-se en tallers propis, situats als baixos del carrer de Barcelona números 4 i 6. Aquesta nova època es caracteritza per un major nivell periodístic i una informació més àmplia i plural, fugint dels estereotips i regulacions imposades pel franquisme i els òrgans censors. El format era de 32x 44 cm, amb sortida trisetmanal, amb números de 20 a 24 pàgines.

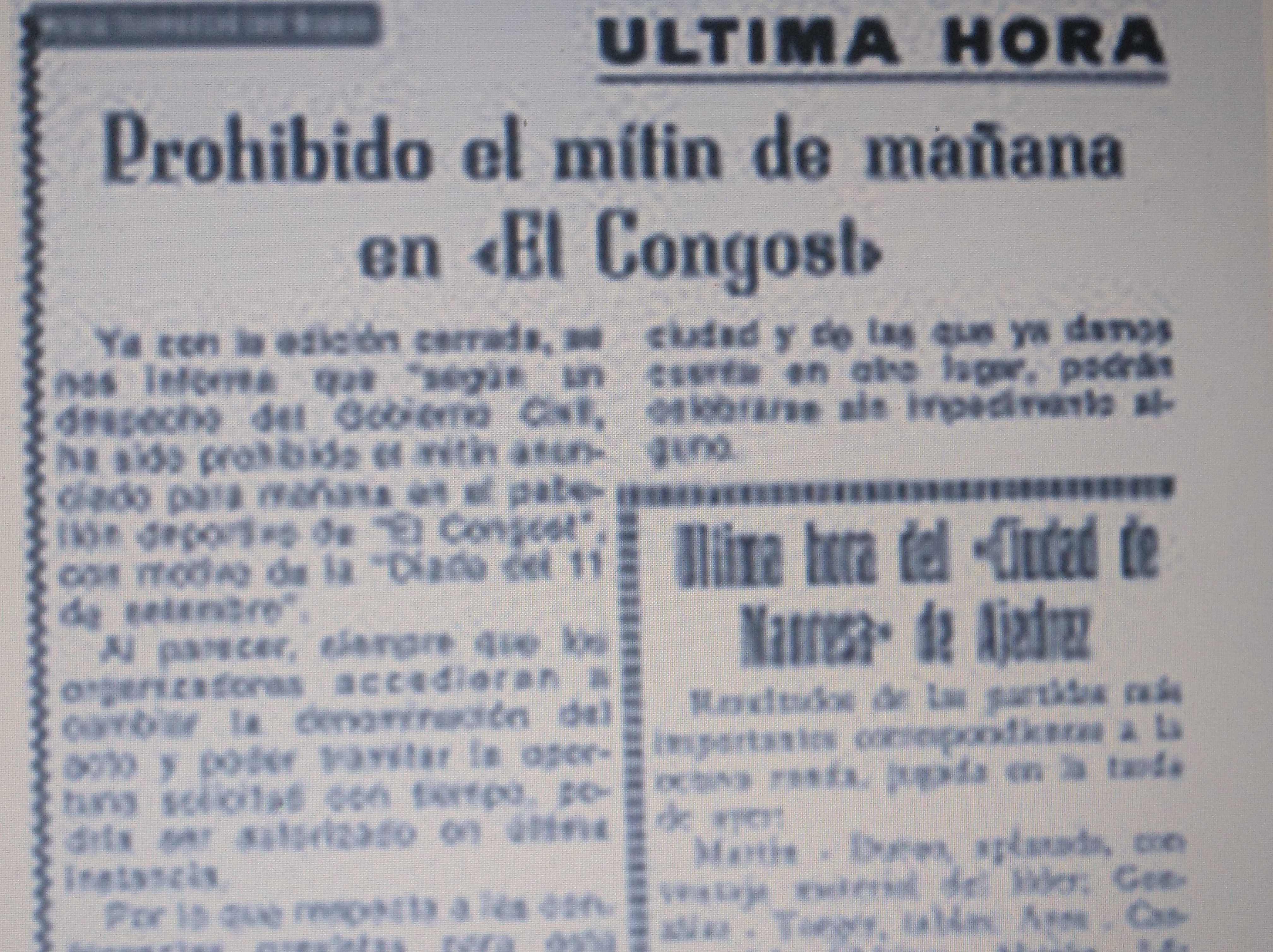
Nota sobre el míting en "El Congost".

En relació amb el seu contingut, destaquen les notícies publicades entre el 9 i el 14 de setembre del 1976 entorn a La Diada Nacional de Catalunya. Aquesta informació que ens brinden ens permet conèixer quina va ser l'organització, els inconvenients i el resultat d'aquesta celebració multitudinària i commemorativa: 
9-9-1976: Prohibido el mítin de mañana en El Congost. Nota apareguda a la Gazeta de Manresa que informa sobre la prohibició momentània del míting de l'Onze de Setembre si no es canvia la denominació de l'acte. Cal recordar que el lema inicial era 11 de Setembre, Diada Nacional de Catalunya. (Arxiu Comarcal del Bages).

### Tancament
La Gazeta de Manresa finalitza la seva producció i trajectòria el 30 de desembre  de 1982. La seva publicació era bilingüe: català i castellà. Paral·lelament, quatre anys abans, el 30 de desembre de 1978, apareixia el diari íntegrament en català vigent en l'actualitat: Regió7, que és el diari de la Catalunya central. Per tant, aquest diari va suposar la culminació de la recuperació de la llengua catalana. D'altra banda, quan va desaparèixer La Gazeta de Manresa es va intentar organitzar l'entrada d'un diari que actués de contrapunt a Regió7, aquest va ser el Pla de Bages –II època, que va ser adquirit i reformat per uns manresans industrials i professionals, però que no va poder competir amb el nou diari comarcal i va desaparèixer.

## Redacció
Relació de directors
| Juan Antonio Lozano                      | Altres col·laboracions i participacions                                        |
| Editor- director de La Gazeta de Manresa | Premsa esportiva Terrassa Director Manresa Impuls setmanari Crònica de Manresa |

Relació de col·laboradors principals
| Col·laboradors                                                                        | Càrrec               |
| Ramon Albareda                                                                        | Informació municipal |
| Mariano Fontrodona Francesc Villegas Bertran Teixidó Antoni Quintana Josep Prat Julià | Entrevistes          |
| Toni Prat Celdoni Sala                                                                | Economia             |
| Àngel Finestres                                                                       | Cinema               |
| Joan Claret Font Manolo Sánchez Antoni Quintana                                       | Fotografia           |
| Joan Lladó i Font                                                                     | Redactor en cap      |